# Tatort: Kleine Prinzen
Kleine Prinzen ist ein Fernsehfilm aus der Krimireihe Tatort. Der vom SRF unter der Regie von Markus Welter produzierte Beitrag wurde am 13. März 2016 im SRF 1 und im Ersten ausgestrahlt. In dieser 979. Tatortfolge ermitteln die Luzerner Ermittler Flückiger und Ritschard in ihrem zehnten Fall.

## Handlung
Der Lastwagenfahrer Fritz Loosli ist übermüdet unterwegs auf einer Landstrasse. Er nickt ein und überfährt die Internatsschülerin Ava Fleury. Loosli fährt weiter und alarmiert von einer Telefonzelle an einer Tankstelle anonym den Notruf. Der Lkw wird dabei jedoch gesehen und die Polizei kann Loosli schnell festnehmen.
Die Autopsie ergibt, dass Ava nicht durch den Unfall gestorben ist, sondern zuvor getötet wurde. Die Polizei lässt Loosli daher wieder frei. Avas Vater Laurent Fleury bietet ihm an, ihn nach Hause zu fahren, fährt jedoch zum Unfallort, wo er ihn niederschlägt. Da informiert ihn die Polizei über den Mordfall und er lässt von Loosli ab.
Von Avas Zimmergenossin Svantje erfährt die Polizei, dass Ava in letzter Zeit oft mit dem Internatsschüler Fahd Al-Numi, genannt «Wüstenprinz», zusammen war. Später gibt Svantje zudem an, dass Ava den Kunstlehrer Matthias Fischer, der mit Svantje ein Verhältnis hat, erpresst hatte.
Fahds älterer Bruder Ali Al-Numi ist Minister eines arabischen Emirats und weilt derzeit in Luzern, wo er diplomatische Immunität geniesst. Er hat die gesamte oberste Etage des Hotels National gemietet, die dadurch faktisch Staatsgebiet des Emirats ist. Der Zugang ist der Polizei nicht möglich, da dafür ein Durchsuchungsbefehl bei der Botschaft des Emirats anzufordern wäre. Fahd versteckt sich bei seinem Bruder im Hotel. Der Polizei gelingt es, ihn mit Hilfe von Svantje nach draussen zu locken und zu verhaften. Als Schüler geniesst er nämlich keine diplomatische Immunität. Die Verhaftung löst eine kleine diplomatische Krise aus. Die Bundespolizei übernimmt den Fall und lässt Fahd frei, der sich wieder in das Hotel zurückzieht.
Flückiger übergibt Laurent Fleury ein Trinkglas mit DNA-Spuren von Fahd zur Untersuchung. Es stellt sich heraus, dass die DNA mit jener unter Avas Fingernägeln identisch ist. Flückiger vermutet daher, Fahd sei der Täter. Alis Leibwächter gibt jedoch ein falsches Geständnis ab und die Bundespolizei betrachtet den Fall als abgeschlossen. Laurent Fleury nimmt den Fall selbst in die Hand und geht ins Hotel National, wo er Fahd töten will. Flückiger kann dies knapp verhindern. Fleury wird verhaftet, Ali und Fahd reisen ab.

## Hintergrund
Die Dreharbeiten fanden zwischen dem 1. Juni 2015 und dem 1. Juli 2015 in Luzern statt. Als Drehort für die Innen- und Aussenaufnahmen des Internats diente das Kollegium St. Fidelis in Stans, wo vom 9. bis 11. Juni 2015 gedreht wurde.
Aufgrund der Landtagswahlen in Rheinland-Pfalz, Baden-Württemberg und Sachsen-Anhalt verlängerte sich die Ausstrahlung der Tagesschau um 15 Minuten, so dass der Tatort im Ersten eine Viertelstunde später begann, wohingegen die Folge bei SRF 1 und ORF 2 zur gewohnten Zeit auf Sendung ging.
Der Musiktitel Tired Of Being Alone von Al Green aus dem Jahr 1971 ist zu hören, als sich Kommissar Reto Flückiger auf seinem Boot für ein Date stylt. Während der Party, bei der Jonas Escher handgreiflich wird, ist Revolution 909 von Daft Punk aus dem Jahr 1997 zu hören.

## Rezeption

### Einschaltquoten
Die Erstausstrahlung der Folge Kleine Prinzen am 13. März 2016 wurde in Deutschland von 8,78 Millionen Zuschauern gesehen und erreichte einen Marktanteil von 24,2 Prozent für Das Erste. In der Gruppe der 14- bis 49-jährigen Zuschauer konnten 2,76 Millionen Zuschauer und ein Marktanteil von 20,7 % erreicht werden. Lediglich die Ausstrahlung der aufgrund der Landtagswahlen auf 30 Minuten verlängerte Tagesschau konnte mit 9,31 Millionen Zuschauern und einem Marktanteil von 26,1 Prozent eine bessere Quote erzielen.
In Österreich wurden 794.000 Zuschauer erreicht und damit eine durchschnittliche Reichweite von 11 % sowie ein Marktanteil von 25 % erzielt.
In der Schweiz verfolgten 712.000 Zuschauer im Alter von über drei Jahren die Erstausstrahlung der Folge und bescherten ihr dadurch einen Marktanteil von 33,9 %. In der Gruppe der 15- bis 59-jährigen Zuschauer wurden 376.000 Zuschauer gezählt sowie ein Marktanteil von 30,2 % gemessen.

### Kritik
Rainer Tittelbach von tittelbach.tv bewertet diesen Tatort als einen weitgehend belanglosen Fall, den die Autoren Lorenz Langenegger und Stefan Brunner hier erzählen. Die Dialoge plätschern so dahin oder sind nervig erklärend, wenn es heißt: «Diplomat müsste man sein, die können sich einfach alles erlauben» oder „Nur, weil es da unten keinen Rechtsstaat gibt, heißt das noch lange nicht, dass wir unseren aufgeben“. Zusammenfassend vergab Tittelbach drei von sechs möglichen Punkten.
«Nach dem schönen und beängstigend spannenden Luzern-Tatort» Ihr werdet gerichtet «mit »Tech-Nick« Antoine Monot jr. vom letzten Sommer gleiten die Schweizer diesmal wieder arg ins Klischeehafte ab», urteilt Detlef Hartlap, Chefredakteur der prisma. Die «diplomatischen Verwicklungen, die stark an die Randale eines Sohnes des libyschen Diktators Gaddafi in einem Genfer Hotel 2008 angelehnt sind» und als Libyen-Affäre betitelt wurden, stellen einen politischen Bezug zu realen Geschehnissen dar. «Gegen solche Kolportagen als Krimistoff wäre gar nicht mal viel einzuwenden, würde es denn gekonnt inszeniert und nicht wie in einem Vorabenddramolett für die kleine Fantasie», schließt Hartlap.
Sascha Martens von den Westfälischen Nachrichten vertritt die Meinung, «der Widerspruch zwischen Politik und Rechtsstaatlichkeit im eigenen Land bot viel Potenzial, das leider nicht voll ausgeschöpft wurde». Insbesondere «litt der Schweizer »Tatort« unter seinem betulichen Erzähltempo und der Tatsache, dass viele Wendungen unnötig waren.» Wäre «von Anfang an die Todesursache von Ava klar» gewesen, so hätte die Geschichte «nichts Grundlegendes verloren».